# Comardiia Druuidiacta Aremorica
 (juin 2025).
 (juin 2025).
Motif : Aucune source secondaire de qualité, semble être un groupement anecdotique. Apollinaire93 (discuter) 17 juin 2025 à 01:52 (CEST)
- Archive Wikiwix
- Bing
- Cairn
- DuckDuckGo
- E. Universalis
- Gallica
- Google
- G. Books
- G. News
- G. Scholar
- Persée
- Qwant
- (zh) Baidu
- (ru) Yandex

| 1. | Préciser le motif de la pose du bandeau. | Précisez le motif de la pose du bandeau en utilisant la syntaxe suivante : {{admissibilité à vérifier\|date=juin 2025\|motif=remplacez ce texte par le motif}}                                       |
| 2. | Informer les utilisateurs concernés.     | Pensez à avertir le créateur de l'article, par exemple, en insérant le code ci-dessous sur sa page de discussion : {{subst:avertissement admissibilité à vérifier\|Comardiia Druuidiacta Aremorica}} |

 (juin 2025).

Logo de la Comardiia Druuidiacta Aremorica, inspiré du triskel.

La Comardiia Druuidiacta Aremorica (Confraternité Druidique d'Armorique, abrégée CDA) est un collège néodruidique fondé en 1988 par Serj Pineau/Esunertos et Alain Le Goff/Gobannogenos, en Bretagne. Elle se revendique d'une tradition druidique renouvelée, dans une perspective reconstructionniste, c’est-à-dire fondée sur les sources historiques, archéologiques et mythologiques disponibles, tout en assumant une pratique rituelle contemporaine. 
Bien que la CDA reconnaisse la diversité des expressions spirituelles dans le monde, elle refuse toute soumission doctrinale à des traditions étrangères à l’héritage celtique. Elle revendique une autonomie doctrinale fondée sur la tradition druidique ou ce qu'il est possible d'en reconstruire.

## Historique

### Ascendance
La CDA est issue d'une recomposition interne de la Kredenn Geltiek (KG), fondée en 1936 par Morvan Marchal et Raffig Tullou. La KG avait pour but de restaurer une spiritualité celtique contemporaine. En novembre 1988,,,  le druide Esunertos (Serj Pineau) soutenu par plusieurs membres dont le druide Gobanogenos (Alain Le Goff) déclare la fondation de la Comardiia Druuidiacta Aremorica, comme cercle interne à la KG, avant de s'en extraire en 1993-1994 avec le druide Odaccos (Yvon Lozac'h) — quoi que la KG ait conservé un cercle interne nommé CDA-Uercorectos (du moins la KGHollvedel alors développée par Gobannogenos, puisqu'une autre KG dite « GTD » existe, se revendiquant aussi de la KG historique).

Le druide Gobannogenos, de la Kredenn Geltiek Hollvedel et de la Comardiia Druuidiacta Aremorica.

### Représentants
- Serj Pineau/Esunertos, premier « VerDruuis » (1988-1993)
- Alain Le Goff/Gobannogenos, Grand Druide (1993-1994)
- Yvon Lozac'h/Odaccos, Grand Druide (1994-2014), directeur de la revue d'études druidiques Ialon.
- Divona, Grande Druidesse (2015-2024)
- Uindocaruos, actuel « ArduDruuis » (depuis 2024)[8], promoteur — avec le Grand Druide de Bretagne Per Vari Kerloc'h — de la Charte éthique des druides[9] à l'attention du grand public[10],[11],[12],[13],[14]

### Descendance
Depuis ses origines internes à la KG, jusqu'à son extraction et durant les années 1990, la Comardiia Druuidiacta Aremorica a impulsé un druidisme reconstructionniste québécois et plus largement nord-américain, avec lequel elle n'est plus en relation à cette heure :
- le Diuiciacton Druuidiates Broga Caiiobacias (DDBC), ex-Nemeton des Druides du Québec, 1986 (fondé par Michel-Gérald Boutet/Boutios[7], mais aussi inspiré par Huguette Cochinal/Uxellia de la filiation CDG > CDL) officiellement depuis 1990[7]
- la Comardiia Druuidiacta Celtiai du Québec (CDC)[15] et la Comardiia Eriutalamonos (COER)[16] du Canada/Nouvelle Angleterre, en 1993, par Yvon Lozac'h/Odaccos devenu responsable de la CDA, avec Michel-Gérald Boutet/Boutios (lui-même fondateur de la Communauté des Druides du Québec ou CDQ, en 2004[17]
- le Comsedon Druidiacta Litauos (CDL), 1996-? éteint, Pierre Robard/Magni-Stirona[5]
- la Comardiia Druuidiacta Americas (CDAm), 1997, Tadhg MacCrossan/Tasgos[18],[19]

## Organisation

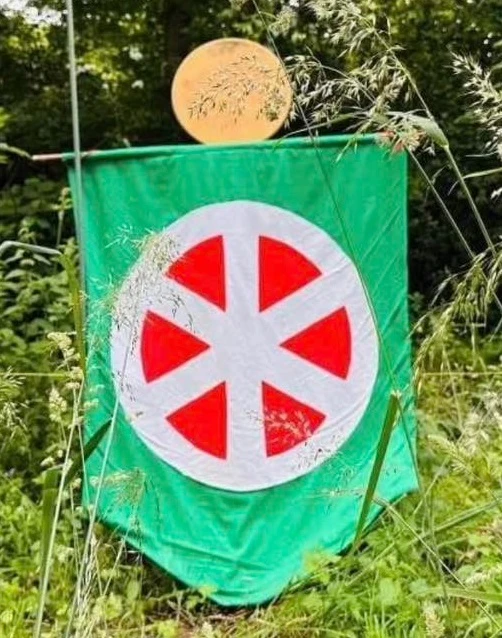
Drapeau de la CDA, inspiré de la roue de Taranis.

La CDA est structurée comme un collège traditionnel, avec une vocation historique, spirituelle et initiatique, dirigée par un Grand Druide élu. Elle comprend plusieurs nemeta (lieux rituels) et groupes locaux. L’association est déclarée en tant qu’association loi 1901.
Elle propose des cérémonies ouvertes au public, des conférences sur la spiritualité et la culture celtique et un enseignement interne appelé « druidicat », sur la base reconstructionniste de l'archéologie des cultes celtes et gaulois, de l'étude des textes mythologiques celtiques (irlandais et gallois), la linguistique comparée des langues celtiques anciennes, la reconstitution historique cohérente des rites. Elle parle d'elle-même, dans les termes de l'archéologie expérimentale, au plan spirituel.

## Mission
L’association se donne pour mission d’adapter les valeurs traditionnelles celtiques aux conditions contemporaines de la vie humaine, dans une perspective éthique et spirituelle. Elle est destinée à accompagner la transformation intérieure de ses membres, dans le respect des enseignements druidiques ancestraux dont on dispose ou qu'on est capable de tirer des sources.
Issue de la KG, prémisse du reconstructionnisme druidique, la CDA affirme que le druidisme est un savoir transmis à travers les siècles, structuré autour de trois figures symboliques appelées les « Druides Primordiaux » : Vocomarcos (Recherche), Vissus (Savoir) et Eulacsus (Sagesse). Son axiome principal est : Virionia Are Anepei Bituios (« La Vérité à la face du Monde »).

### Objectifs
Le manifeste interne de la CDA souligne plusieurs engagements fondamentaux :
- Promouvoir la recherche, la pratique rituelle, et le sens du sacré dans un esprit de discrétion et de rigueur ;
- Servir de lieu de convergence pour ceux qui considèrent que le druidisme a un rôle spirituel et civilisateur à jouer ;
- Défendre une vision du monde fondée sur l’harmonie avec l’ordre naturel et cosmique ;
- Honorer les divinités issues des traditions celtiques ;
- La CDA adhère à une conception de l’élitisme spirituel fondée sur le service, la connaissance et l’exemplarité. Elle considère que la véritable élévation passe par l’éducation, l’effort personnel et le dépassement des intérêts matériels.

Elle défend également :
- Le respect des libertés individuelles et de conscience ;
- La valorisation du don, de la parole donnée, et du sens de l’honneur ;
- La lutte contre l’égoïsme, la cupidité et la pollution morale ou matérielle ;
- La préservation intégrale de l’identité celtique comme voie de vie en harmonie avec la nature.

### Devise
La devise de la CDA, attribuée au druide Odaccos, est : « Le but du Druide n’est ni le commandement, ni l’exercice du pouvoir pour accroître biens, privilèges matériels ou honneurs, mais celui de promouvoir le juste et le vrai, sans chercher bénéfice ou récompense — cela même au prix de l’impopularité. »

En 2024, elle fut introduite dans la Charte éthique des Druides.

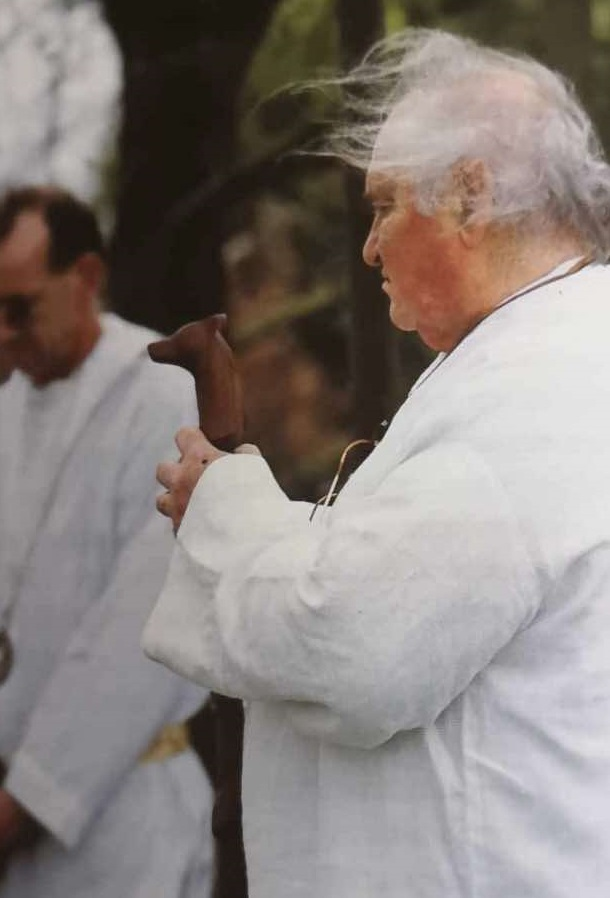
Le druide Odaccos, de la Kredenn Geltiek Hollvedel et de la Comardiia Druuidiacta Aremorica.